# Diamond T
La Diamond T est un fabricant américain de camions et d'automobiles. Il a notamment produit un grand nombre de véhicules pour l'armée des États-Unis.

## Histoire
La Diamond-T Motor Car Company a été fondée à Chicago en 1905 par Charles Arthur Tilt (né en 1877). Le nom et le logo de la société auraient été pensés par son père, Joseph E. Tilt fabricant de chaussures d'origine canadienne, à partir d'une grande lettre initiale « T » pour Tilt entourée d'un losange (diamond : carreau en anglais) qu'il voulait être un symbole de qualité. Au début, la firme fabrique des voitures de tourisme mais, par la suite, elle construit sa réputation sur la fabrication de poids-lourds. En 1936, elle atteint un pic de production. En 1958, elle devient une filiale de White Motor Company. En 1967, elle est fusionnée avec Reo Motor Company pour devenir Diamond Reo Trucks, Inc. qui fait faillite en 1974.
Diamond-T produit par ailleurs deux pickups, le Model 80 et le Model 201, qui sont équipés d'un moteur Hercules série QX de six cylindres. Le Model 201 est produit de 1938 à 1949.

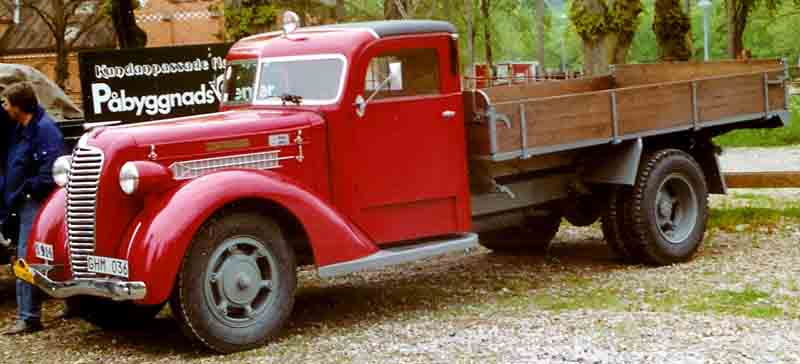
Diamond-T Modèle 201 (1937)

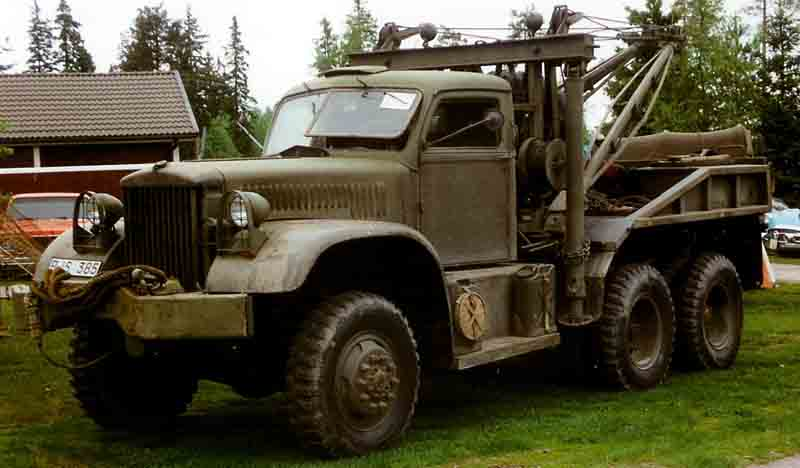
Diamond-T Model 968 à cabine tôlée Camion de dépannage (1941)

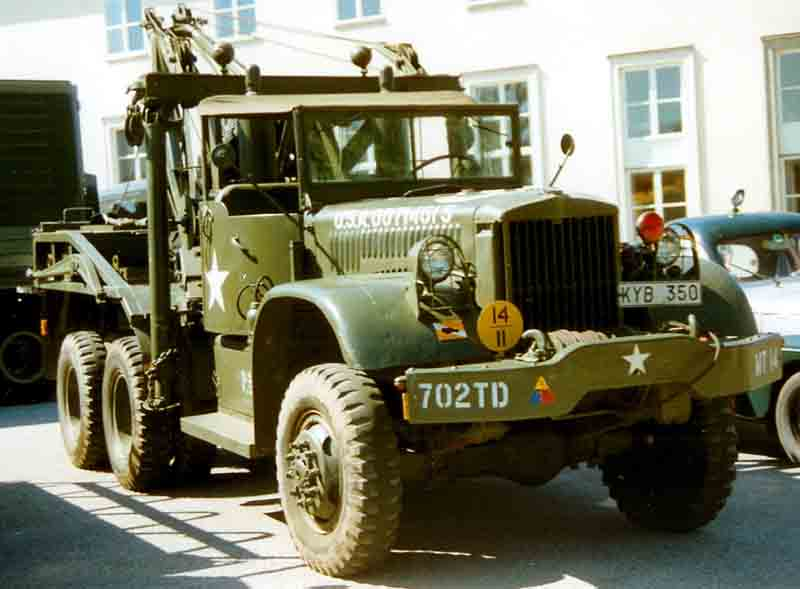
Diamond-T 969A Camion de dépannage (1943)

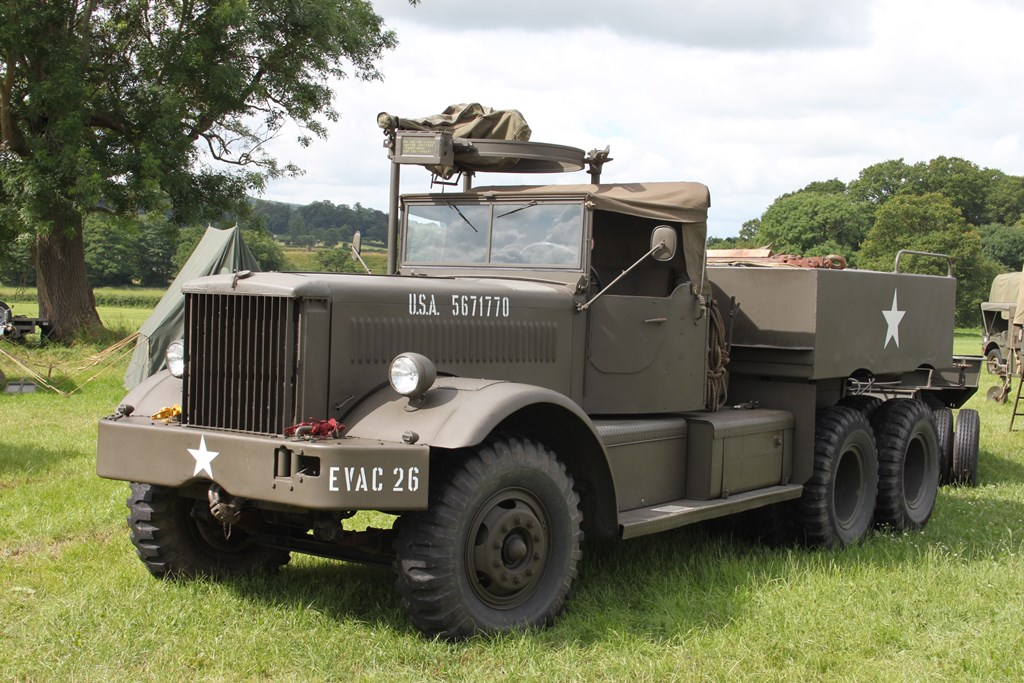
Diamond-T 981 Tracteur remorque porte-char

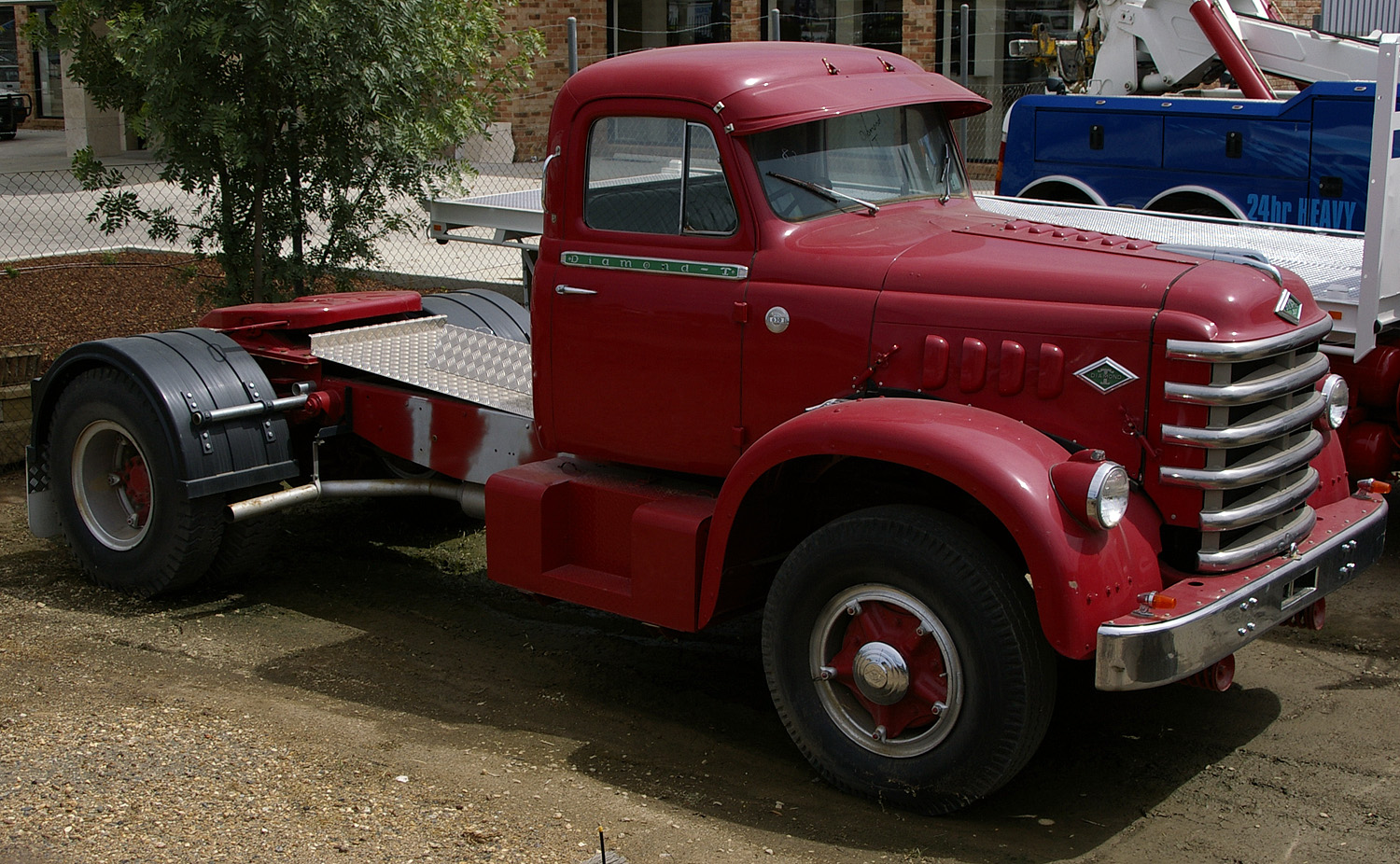
1958 Diamond-T 630

## Voitures
Diamond-T produit  des voitures à Chicago entre 1905 et 1911. Ce sont de puissantes voitures de tourisme à trois places, jusqu'à 70 ch. L’usine n'est alors qu'un petit garage sur un étage.
| Modèle/Année     | Moteur      | ch | Empattement |
| ---------------- | ----------- | -- | ----------- |
| Diamond-T (1907) | 4 cylindres | 40 | 2,90 m      |
| Diamond-T (1908) | 4 cylindres | 50 | 2,90 m      |
| Diamond-T (1909) | 4 cylindres | 50 | 2,90 m      |
| Model D (1910)   | 4 cylindres | 35 | 2,74 m      |
| Model E (1910)   | 4 cylindres | 45 | 3,15 m      |
| Diamond-T (1911) | 4 cylindres | 45 | 3,15 m      |

## Camions

### Camions civils
En 1911, un client, L. Wolff Manufacturing Co., convainc C.A. Tilt de produire des véhicules commerciaux. La construction de voitures particulières est donc arrêtée et ne reprendra jamais. Le premier camion ainsi produit surnommé « Old No 1 » est un 1,5 tonne qui reçoit un moteur Continental de 7 litres de cylindrées, une boite de 3 vitesses et qui développe 40 ch. La transmission se fait par chaîne aux roues arrière recouvertes d'un bandage de caoutchouc. En 1912, un camion de 5 tonnes, le modèle « I » est introduit avec une philosophie complètement différente. À partir de 1915, l'entreprise acquiert une dimension nationale. En 1917, une usine bien plus importante est construite sur la 26e rue, à proximité de la ceinture ferroviaire. Les véhicules sont désormais construits à la chaîne. L’État américain passe commande pour 1 500 « Liberty Trucks » de 3 et 5 tonnes.
En 1920, la compagnie Diamond-T continue à croître malgré la crise, stimulée par les marchés d’État. Elle se retrouve sur les deux marchés, militaires et civils.
En 1936, la firme Diamond-T se lance dans la compétition des poids-lourds contre White et Mack. Le premier modèle sorti est le « Model 80 », un camion de 3/4 de tonne qui se décline en une version standard et une version de luxe (horloge électrique, allume-cigare en métal précieux). La production est arrêtée fin 1938 au profit du modèle 201, un camion d'une tonne d'excellente réputation. Il pèse 1,25 tonne (2 750 lbs) à vide et peut atteindre 3,7 tonnes (8 000 lbs) à pleine charge. Il est équipé d'un moteur Hercules QXLD de 6 cylindres qui développe 73 ch. La firme cherche à rapprocher les camions et les automobiles en pratique, en confort et en esthétique. Il est donc équipé de freins hydrauliques Lockheed, d'essieux flottants à l'arrière et extra rigide à l'avant, d'un cadre en « X » renforcé pour une plus grande robustesse et une vie plus longue. Le modèle 201 est produit jusqu'en 1949. Le seul changement qu'il connaît est celui de son moteur à la fin de la guerre.

### Camions Militaires
La firme Diamond T est surtout connue pour ses camions militaires construits en deux types, le « G159 » et le « G509 ».
Au cours de la Seconde Guerre Mondiale, la firme Diamond-T produit un poids-lourd classique, le 980/981, un véhicule tracteur qui est rapidement acquis par la British Purchasing Commission (Commission d'acquisition britannique) pour être utilisé comme transport de char. Associé avec une remorque Rogers, le camion rend des services incomparables avec l'armée britannique pendant la campagne d'Afrique du Nord. Sa puissance et sa robustesse permettent le remorquage de chars endommagés dans les conditions les plus difficiles. [réf. nécessaire] De plus, Diamond-T construit une gamme complète de camions 6 × 6 de 4 tonnes, le « G509 », qui comprend des véhicules de transport, des camions-bennes, des tracteurs de semi-remorques, des camions de dépannage ainsi que des camions plus légers et même un semi-chenillé, le « G7102 ». Diamond-T  est classée 47e parmi les compagnies américaines pour la valeur de sa contribution dans la production de guerre durant la 2e guerre mondiale.

#### Le camion de12 tonnes(Désignation au Catalogue de l'US Army G159)
980/981 Transport de char/Camion Benne/Tracteur d'Artillerie
Le Diamond-T 980 et 981, 12 tonnes, 6 × 4 cabine tôlée est propulsé par un moteur diesel Hercule DFXE développant 201 ch (150 kW) avec des rapports de vitesse très bas. Il peut tirer une remorque de 52 tonnes (115 000 livres) maximum. À l'époque, il est capable de transporter les chars en service les plus lourds. Les premiers camions produits ont une cabine commerciale standard Diamond T qui équipe aussi le « G509 » de 4 tonnes. En août 1943, elle est remplacée par une cabine torpédo militaire bâchée et ouverte. Le capot-moteur papillon comprend un panneau avec des ailettes de refroidissement verticales de chaque côté.
Un contrepoids court est monté derrière le treuil. Il y a deux compartiments à outils fermés des deux côtés, deux compartiments ouverts devant, et une ridelle arrière qui s'ouvre vers le bas. La roue de secours est montée à l'avant. La benne peut transporter jusqu'à 8,2 tonnes de lest pour augmenter la puissance sur les deux essieux arrière jumelés.
Lorsqu'il est associé avec la remorque « Rogers M9 », l'ensemble porte le nom de transport de char M19.

#### Le camion de4 tonnes(Désignation au Catalogue de l'US Army G509)
967 Transport de fret/Tracteur d'Artillerie/Camion de dépannage
Produit à partir du début de 1941, il est équipé d'un moteur à essence Hercules RXB 501-cid de 6 cylindres en ligne. Il se distingue par une grille de protection avant plus étroite que les autres modèles. 21 exemplaires du 967 sont transformés en camion de dépannage en 1941.
968/968A/968B Transport de Fret/Tracteur d'Artillerie
Le Diamond-T « Modèle 968 », transport de Fret 6 × 6 de 4 tonnes (G509) a été produit à partir de 1941 et pendant toute la Seconde Guerre mondiale. Les premières versions utilisaient des équipements et des pièces détachées civils. Lorsque les standards militaires (G509) lui ont été appliqués, il est devenu « Model 968A ». À l'origine, il a été produit avec une cabine tôlée fermée puis, à partir de 1943, avec une cabine militaire torpédo ouverte et bâchée. La version finale est appelée « Model 968B ».
Il est équipé d'un moteur à essence Hercules RXC de 6 cylindres et 3 400 cm3 de cylindrée (529 cu. in.) et développe 106 ch. Il est couplé à une boîte 5 vitesses manuelle et une boîte de transfert à 2 vitesses. Le véhicule pèse 8,5 tonnes (18 450 lbs) et peut tracter 11,5 tonnes (25 000 lbs).
969/969A/969B Camion de dépannage
Le Diamond-T « Model 969 » camion de dépannage est construit sur le même châssis que le G509. Diamond-T commence la production en série du Model 969 en 1941. Avant même que deux douzaines d'exemplaires aient été construits avec des équipements et des pièces civiles, il a été adaptés aux standards militaires (G509) et a reçu l'appellation de « Model 969A ». Il est équipé aussi bien de la cabine tôlée que de la cabine militaire torpédo. La version torpédo peut être équipé d'une circulaire de mitrailleuse.
Le Diamond-T « Model 969A » 6 × 6 de 4 tonnes, camion de dépannage est équipé d'un moteur à essence Hercules RXC de 6 cylindres et 3 400 cm3 de cylindrée (529 cu. in.) et développe 106 ch. Il est couplé à une boîte 5 vitesses manuelle et une boîte de transfert à 2 vitesses. Il est monté avec une plate-forme de dépannage militaire lourd Holmes W-45 qui comprend deux chèvres[Quoi ?] jumelles et deux treuils de 5 tonnes de capacité. Un treuil de 5 tonnes est aussi monté à l'avant du châssis. Il transporte un lot complet de dépannage avec notamment un compresseur à air.
Le véhicule pèse 9,75 tonnes (21 350 lbs) et peut tracter 11,5 tonnes (25 000 lbs). Il fait 7,40 m de long (292 in), 2,54 m de large (100 in) et 2,95 m de haut (116 in).
Un « Model 969B » a été produit pour l'export mais n'a jamais été utilisé par les forces armées américaines.
970/970A Transport de ponts mobiles
Conçu pour transporter des travures de ponts mobiles, le plateau arrière est plus long que celui du 968 de 40 cm (16') et le châssis de 21 cm.
972 Camion benne
Le camion-benne « Model 972 » est construit sur les standards du châssis G509. La roue de secours est montée entre la cabine et la plate-forme. La ridelle arrière peut être ouverte vers le haut ou vers le bas. À l'origine, les camions-benne ne sont pas équipés de treuils à l'avant afin de réduire la charge de l'essieu de devant. À la demande du corps du génie de l'US Army (US Corps of Engineers), des treuils ont été installés à partir de juin 1944. Le camion avait des freins pneumatiques et des contrôles de freinage pour des remorques.

#### Le semi-chenillé G7102
Conçu par le constructeur Diamond T comme le Half-track M2, il pouvait transporter jusqu'à 10 combattants. Mis en œuvre par un équipage de 3 hommes, il disposait d'un moteur essence, d'une boîte de vitesses à 4 rapports et d'un treuil avant de 4,5 t. L'épaisseur de son blindage variait entre 6,3 et 12,7 mm. La version M3A1 disposait d'une mitrailleuse M2 HB de 12,7 mm placée à l'avant du véhicule.

## Source et références
- (en) Cet article est partiellement ou en totalité issu de l’article de Wikipédia en anglais intitulé « Diamond T » (voir la liste des auteurs).

Références
1. ↑  (en) « A history of the Diamond T trucks ».
2. ↑  (en) James A. Wren et Genevieve Wren, Motor Trucks of America, Ann Arbor MI, The University of Michigan Press, 1979, 378 p. (ISBN 0-472-06313-8), p. 264.
3. ↑  (en) Beverly Kimes, Standard catalog of American Cars 1805-1942, Krause publications, 1996 (ISBN 0-87341-428-4).
4. ↑  (en) « Diamond T Trucks History », sur Car-from-UK.com (consulté le 2 mai 2017).
5. ↑  (en) David Doyle, Standard catalog of U.S. Military Vehicles, Kraus Publications, 2003, 230–231 p. (ISBN 0-87349-508-X).
6. ↑  (en) Peck, Merton J. & Scherer, Frederic (en) The Weapons Acquisition Process: An Economic Analysis (1962) Harvard Business School p. 619.
7. 1 2  (en) « Standard Catalog of U.S. Military Vehicles - 2nd Edition ».
8. ↑  (en) « Diamond T Model 968 Truck, Cargo, 4 ton, 6x6 (G509) », sur Olive-Drab.com.
9. ↑  (en) « Photos Diamond-T », sur Olive-Drab.com.
10. ↑  (en) « Standard Catalog of U.S. Military Vehicles - 2nd Edition ».